# 日本漫画
日本漫画（日语：／ Manga，英文：Manga或Japanese comics）指日本於18世紀以後從12世紀戯画（／ Giga）延伸發展出的漫畫藝術，相當於英文的。當代日本漫畫為故事连环画和四幅一组的组画，它是画面组合作品的总称。
日本汉字的；平假名：；片假名: 。音：Manga（英語 /ˈmæŋɡə/或/ˈmɑːŋɡə/）可拆解成二部份解釋。
1. 「、，(音：Man)」指「任意地、異想天開」
2. 「、，(音：Ga)」指「圖片、圖畫或插圖」

合起來等同於刊载的擁有故事情节的連環漫畫書（日语：／ mangahon 或  komikkusu），可參見「漫畫」。
喜愛日本文化的漫畫粉絲將「Manga」一詞的解釋為：具有独特风格以及庞大影响力的漫畫流派，並將其称为日式漫画。

## 概要
日本的漫畫讀者包括了所有的年齡層，因此日本漫畫的題材非常廣泛。同時為了滿足讀者的需求，日本設有專門的漫畫咖啡店（漫画喫茶），在那里讀者可以一邊喝咖啡一邊看漫畫，許多人還在漫畫咖啡廳過夜。
在日本，漫畫一般在漫畫雜誌上連載，毎期漫畫雜誌可包含多個漫畫系列，但毎個系列只刊登一個章節，留待下期繼續。如果某個漫畫系列已連載一段時期並且受到讀者歡迎，那個系列通常會以單行本（收錄單一漫畫中的多個章節）的形式出版。除了一小部分漫畫是彩色的之外，大多數日本漫畫採用黑白印刷來節省成本。
1950年代以後，漫畫逐漸成為日本出版業的主要部分。2006年漫畫市值更達到4810亿日圓。
日本漫畫向海外輸出始於1970年代末，逐漸向全球擴張；在世界范围内，日本漫畫越來越普及。許多外國出版商會與日本漫畫商取得授權後，翻譯和發行外文版漫畫。高度發展的日本漫畫已經成為世界漫畫當中具有獨特風格以及龐大影響力的一個流派，在亞洲及歐美都有相當高的影響力。

## 发展历史

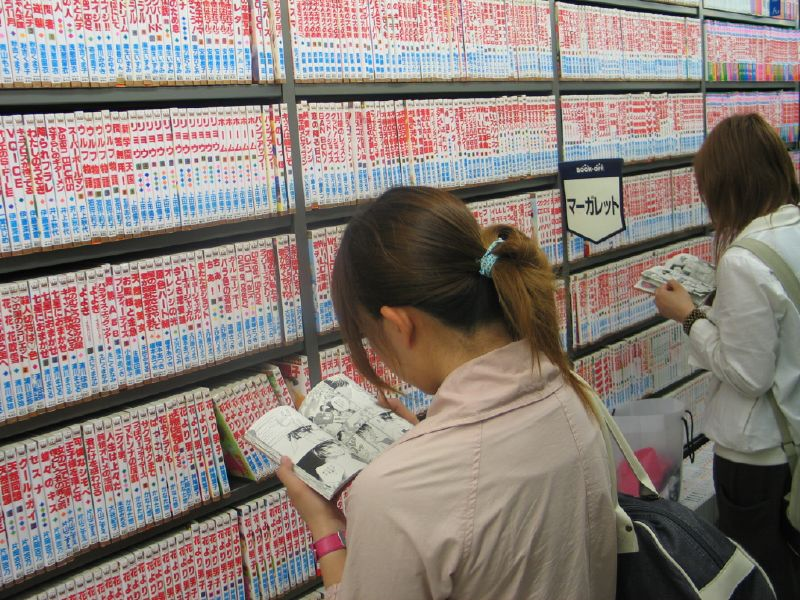
日本神戶漫畫出租店

日本漫画业从12世纪就开始发展。平安時代的《鳥獸戲畫》（鳥獣戯画）被認為是日本最古老的漫畫作品。
1862年，漫畫雜誌《Japan punch》（ジャパン・パンチ）在橫濱外國人居留地發行。
1877年代表明治時代的漫畫雜誌《團團珍聞》創刊。日本漫畫家北澤樂天於1905年創立，對日本諷刺漫畫的發展貢献很大。
樂天從1928年開始在《時事漫畫》連載的是日本第一本以少女作為主人公的連載漫畫，被視為少女漫畫的先驅作品。
1915年，日本漫畫家岡本一平創立漫畫家團體東京漫畫會（也就是以後的日本漫畫會）。
第二次世界大戰時期由於日本参戰，加上情報局的法規和用紙不足等緣故，日本的漫畫產業陷於衰退狀態。
第二次世界大战后，日本漫画界再次恢复了生气。1954年，月刊少女漫畫雜誌《Nakayoshi》創刊。1959年，最初的週刊漫畫雜誌《週刊少年Sunday》和《週刊少年Magazine》創刊。1968年《週刊少年Jump》創刊。戰後初期影響了現代日本漫畫歷史的代表作品是手塚治虫的《原子小金剛》。1950年代以後越來越多日本漫畫家受到手塚治虫作品的啟發。1960年代，石森章太郎、赤塚不二夫和藤子不二雄的作品大受歡迎。随着电视突飞猛进的发展，颇受欢迎的漫画开始被改編成電視動畫，日本開始了动画时代。1990年代後，漫畫的類型進一步擴大，漫畫雜誌數量迅速增長，網絡漫畫等文化也應運而生。
有觀点認為日本漫畫發展始於戰後美軍佔領時期，這種觀点強調日本漫畫受美國文化的影響很大；包括該時期美軍帶到日本的美國漫畫及電視、電影和卡通片（特别是迪士尼）。但是一些作家，包括Frederik L. Schodt、Kinko Ito和Adam L. Kern強調日本文化的延續和美學傳統才是日本漫畫歷史的關鍵。

## 出版和表現形式

日本漫畫的閱讀順序

日本漫畫基本由格、登場人物、背景、文字氣球、音喩、漫符、台詞和其他技法構成。日本漫畫的閱讀順序（格的排列）一般是從上往下，從右至左（同一行中）；在同一格中閱讀文字氣球中的文字也是從上往下，從右至左（見右圖）。這和傳統日語文字的排列順序一致。雖然多數出版商在出版日本漫畫外文版時保持了這種風格，仍然有一些外文出版商把漫畫的閱讀方向改為從左至右，這樣的作法可能會違背原作者的意圖，有時也會造成完整的圖片（如覆蓋兩頁的格）斷開的情况。

### 技法
- 登場人物的言談和思考内容以文字形式記錄在文字氣球中。
- 擬聲詞以手寫字體形式表現。
- 漫符用以體現人物的心理和動作（比如在人物的額頭、後腦邊畫上汗水滴表示角色的惊訝、憤慨、無奈或困惑；讓人物的額頭、拳頭浮現青筋代表憤怒等）。

## 分类

### 按讀者對象分類
- 幼年漫畫：以小学生為讀者對象。
- 少年漫画注2：以小学生至高校生為讀者對象。特徵為努力、友情、勝利、熱血；近年的少年漫畫更有「主角不死論」、「主角威能」的風氣。
- 少女漫畫：以6歲至18歲、小學至高中生、及一些成年女性為讀者對象。這類漫畫沒有明確的界限，不以故事類型、繪畫風格或是情節而分，僅僅當出版商想要將某個漫畫面向年輕女性發行時，就稱之為少女漫畫。
- 青年漫畫：主要對象是高中生以上。通常包含較多與性或暴力相關畫面。這類漫畫一般較少複雜怪異的情節，一般是以考試、運動或學校生活為主。描寫對象主要為大學生、工薪族、失業者等等。若是描寫了社會或公司情節的會更受讀者歡迎。青年漫畫同時亦包括少量帶有科幻、神秘、幻想類別的成人向漫畫。
- 淑女漫畫：主攻20歲以上女性的漫畫，尤其是家庭主婦和白領女性，因為她們更喜歡類似肥皂劇的浪漫小說。
- 成人漫畫：以18歲以上讀者為對象，包括性描写、暴力或過度血腥的內容。

詳見下表注3：
| 日本漫畫分類 | 日本漫畫分類       | 日本漫畫分類 | 日本漫畫分類 | 日本漫畫分類 | 日本漫畫分類       | 日本漫畫分類 |
| 類別         | 雜誌名稱           | 出版社       | 男女比例     | 日本銷售量   | 中文授權版         | 備註         |
| ------------ | ------------------ | ------------ | ------------ | ------------ | ------------------ | ------------ |
| 少年         | 週刊少年Sunday     | 小學館       | 75.9:24.1    | 200萬        | 元氣少年（青文）   |              |
| 少年         | 週刊少年Jump       | 集英社       | 90:10        | 362萬        | EX-am（文化傳信）  |              |
| 少年         | 週刊少年Jump       | 集英社       | 90:10        | 362萬        | TOP（大然）        | 停止發行     |
| 少年         | 週刊少年Jump       | 集英社       | 90:10        | 362萬        | 寶島少年（東立）   |              |
| 少年         | 週刊少年Magazine   | 講談社       | 不詳         | 405萬        | 新少年快報（東立） |              |
| 少年         | 週刊少年Magazine   | 講談社       | 不詳         | 405萬        | 新少年週刊（東立） |              |
| 青年         | Big Comic Original | 小學館       | 69.3:30.7    | 150萬        | 無授權版           |              |
| 少女         | LaLa               | 白泉社       | 3:97         | 20萬         | 焦點少女（東立）   | 停止發行     |
| 少女         | Ribon              | 集英社       | 0:100        | 132萬        | 夢夢月刊（尖端）   |              |
| 少女         | Nakayoshi          | 講談社       | 不詳         | 不詳         | COMiC FANS（天下） |              |
| 女性         | Young You          | 集英社       | 0:100        | 23萬         | 無授權版           |              |

### 按題材分類

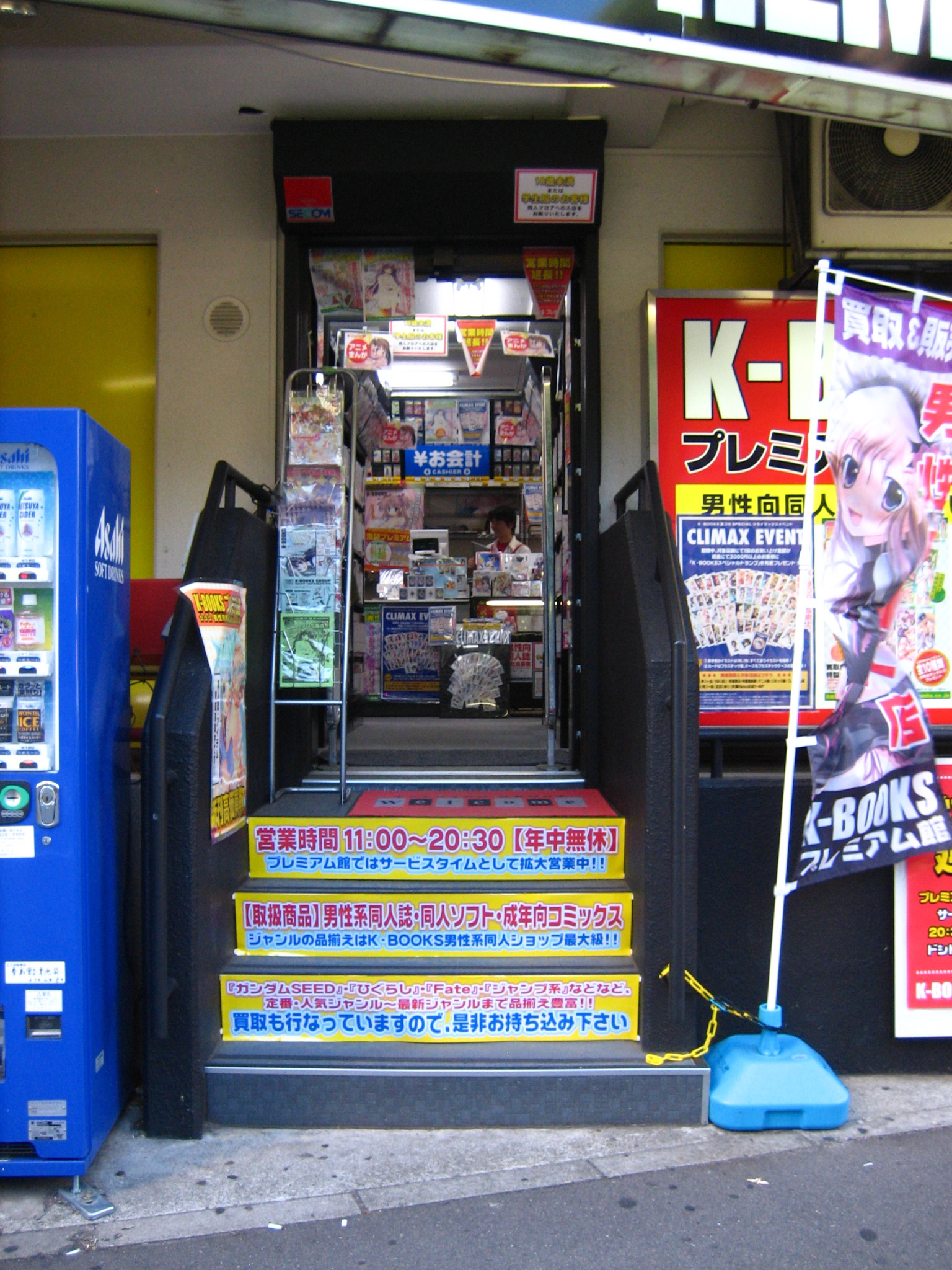
男性漫畫專賣店

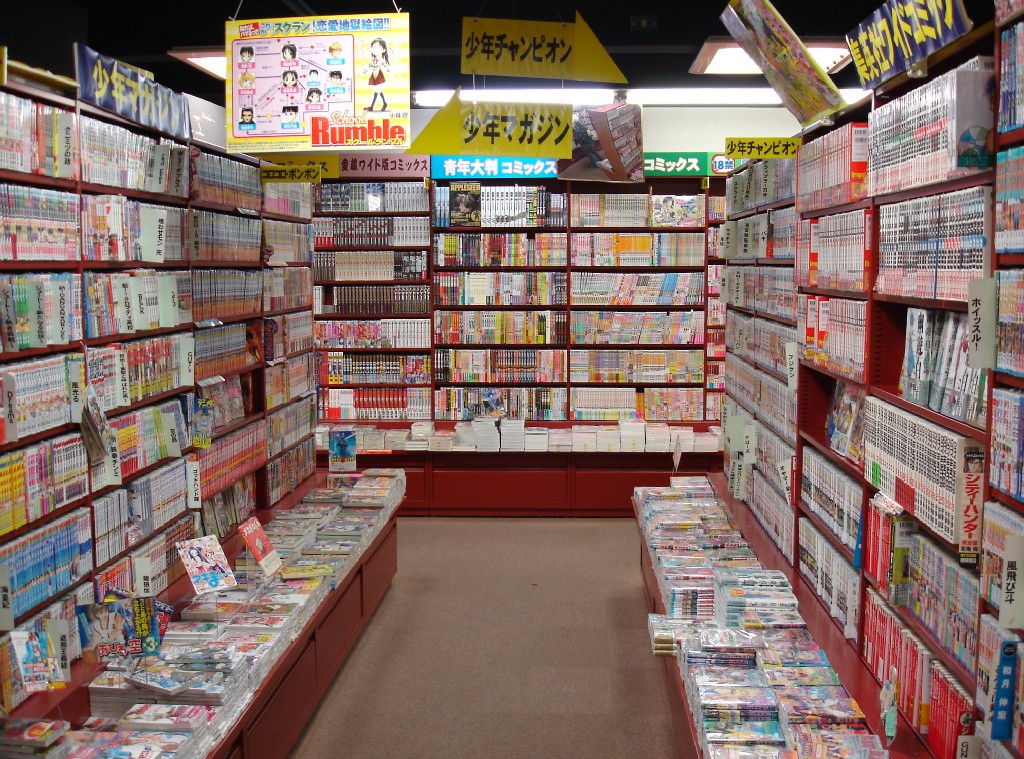
日本書店的漫畫角。漫畫大多按出版社和連載雜誌劃分

- 諷刺漫畫：以諷刺現實社會為目的的漫畫。
- 維基娘體現了日本漫畫風格學習漫畫：以傳授知識為目的的漫畫。
- 幽默漫畫：以搞笑為目的的漫畫。
- 戀愛漫畫：以戀愛為題材的漫畫。
- 體育漫畫：以體育運動為題材的漫畫。

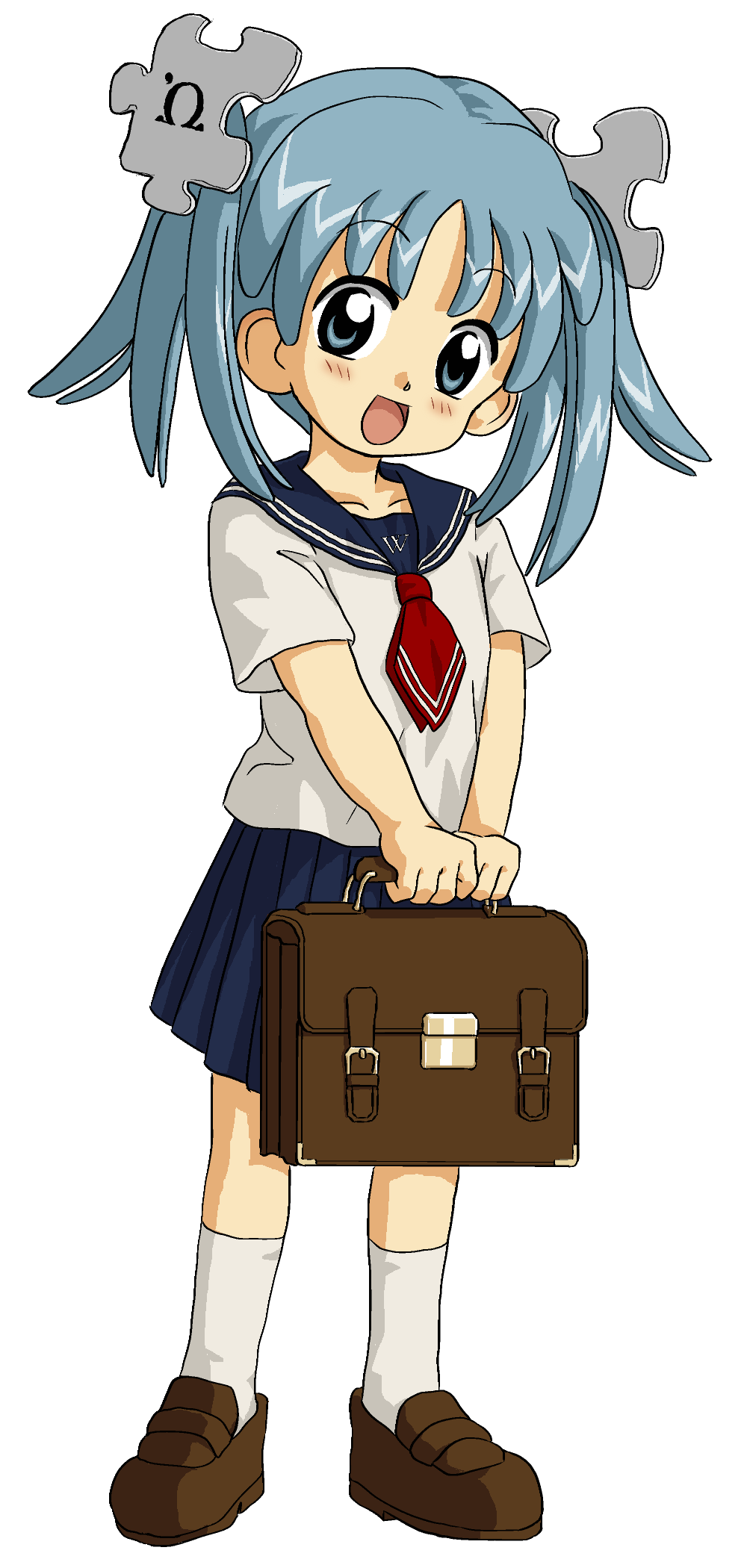
維基娘體現了日本漫畫風格

- 格鬥漫畫：以格鬥技為題材的漫畫，面向少年和青年。
- 校園漫畫：以學校為舞台和學生生活為中心的漫畫。
- 黑道漫畫：以日本黑道為題材的漫畫。
- 政治漫畫：以政界（政治家）為題材的漫畫。
- 經濟漫畫：以經濟為題材的漫畫。
- 医療漫畫：以医療為題材的漫畫。
- 料理漫畫：以烹飪、廚藝為題材的漫畫。
- 恐怖漫畫：以恐怖為題材的漫畫。
- 科幻漫畫：以科學幻想為題材的漫畫。
- 奇幻漫畫：以異世界為舞台的漫畫。
- 推理漫畫：以解謎為題材的漫畫。
- 音樂漫畫：以音樂・樂器為題材的漫畫。
- 冒險漫畫：以冒險為題材的漫畫。
- 歷史漫畫：以歷史為題材的漫畫。
- 動物漫畫：以動物為題材的漫畫。
- 戰爭漫畫：以戰爭為題材的漫畫。

### 按表現形式分類
- 單格漫畫
- 四格漫畫
- 單頁漫畫

## 繪畫工具

### 基本繪畫工具
- 原稿用紙
- 鉛筆・橡皮擦
- 沾水筆
- 製圖筆
- 墨水・墨汁
- 塗改液
- 毛筆・日本製毛筆（筆ペン）
- 網點紙
- 美工刀
- 尺・雲形尺・模板

彩色原稿繪畫工具
- Copic
- 水彩畫工具
- 彩色墨水
- 噴槍
- 粉彩・蠟筆

### 數位繪圖
- 板繪

硬體：個人電腦+绘图板或者單一的智機、平板。
- 鼠繪

硬體：個人電腦+滑鼠
- 軟體：Adobe Photoshop、Painter、ComicStudio、SAI等

## 日本漫画家
日本龐大的漫畫產業使日本湧現眾多優秀的漫畫家。由於日本漫畫家的作品通常在漫畫雜誌上定期連載，為了追上發行間距，工作量通常比較大，為此日本漫畫家在創作時常有助手輔助。一般來說，故事構成，主要人物的繪製會由漫畫家自己完成；群衆和背景描寫，原稿塗黑，黏貼網點紙等細節上的操作則由助手擔任注4。

## 同人和Cosplay
同人并非漫畫制作中的一环，而是指其狂热爱好者们的组织。日本有许多有名的漫画家都是画同人作品出身的。同人的活动很多，例如製作同人小说，同人漫画。此章節主要介绍Cosplay和同人志。
Cosplay，中文译为角色扮演，字源來自日文的コスプレ，而這四個字分別來自コスチューム(Costume)與プレー(Play)，意即一種穿著舞台用衣裝的聚會注5，在这里指扮演动漫或游戏里的人物，是广大动漫和游戏粉絲的梦想。
近年Cosplay活动也涵盖视觉系乐团与电影。在日本，COSPLAY SHOW(真人模仿秀或是角色扮演)极为风行，基本上大小游戏、动漫展会都可以看到形形色色的Cosplay扮演者。
在日本，同人志也非常的繁荣昌盛。所谓的同人志也就是业余漫画家所组成的团体。他们自费出版自己的漫画杂志，单行本，周边产品，目的可以是为自娱自乐，也可以作为磨练画技，积累经验，提升名气，从而获得漫画出版社的赏识青睐，成为职业的漫画家。在日本各地同人志团体非常的多，入团人数连年增长，每年举办的各项活动如画展，Cosplay比赛等动辄就有几千人参加，他们出版的漫画也有固定销量。

## 日式漫画
日式漫画是日本漫画的另一种类型。

一幅日式漫画

战后时期，漫画自西方传入日本，并发展出独特的风格，逐渐在日本形成了拥有大量读者群的庞大产业，其影响也延伸到其他国家。日式漫畫並不局限於日本漫畫，在華人地區、南韓、東南亞和歐美等地區也有許多和前者風格相近的作品。
“漫画”在日语中的意思相当于连环画，是用多幅画面连续叙述一个故事或事件发展过程的绘画形式。日本人将漫画这一特殊的文化现象视作一门艺术，它的读者不局限于任何年齡，但大體上還是針對青少年。
大多数日式漫画通常连载于漫画杂志上。当一部漫画连载了一段时间之后，将以单行本的形式重新制作出版。此类单行本大多印刷在较高级的纸张上，有利于那些想收集的人。
日式漫画的风格十分独特，强调对于线的处理，其故事情节以及分格的设置与其他漫画有较多区别。

### 特色与风格
︁日式漫畫的人物身體和四肢比較接近真人、頭和眼睛比較大、鼻子和嘴巴比真人小。日式漫畫向來不刻意描繪人種特徵，有時連性別也難以分辨。年齡大多設定在青少年階段，因此臉的輪廓和皺紋相對較少。另外，日本動漫裡的人物性格通常較誇張，但非常注重細節。
這些設定在ACG作品已成为一种公认设定，其起始于手塚治虫的原子小金鋼等作品。這種概念到1980年代至1990年代正式成行，2000年代開始走向國際化。